# بالاتينات العليا

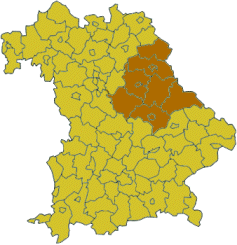
خريطة بالاتينات العليا ضمن ولاية بافاريا

بالاتينات العليا أو بلاتنة العُليا (بالألمانية: Oberpfalz أوبربفالص)، أحد من مناطق الإدارية سبع في ولاية بافاريا الألمانية وتقع في شرقها، مساحتها 9692،23 كم² وعدد سكانها 1.087.939 نسمة بكثافة سكانية تبلغ 112 / كم²، عاصمتها مدينة ريغنسبورغ. وهي تنقسم إلى منطقتين (Planungsverband) هما : Oberpfalz-Nord و Regensburg.
أخذت المنطقة اسمها أوائل القرن السادس عشر، بموجب معاهدة بافيا كانت واحدا من أهم أجزاء أراضي آل فيتلسباخ في المنطقة التاريخية بالاتينات الانتخابية في بلاد الراين والآن تسمى بكل بساطة بالاتينات. كانت عاصمتها أمبيرغ.

## معرض صور

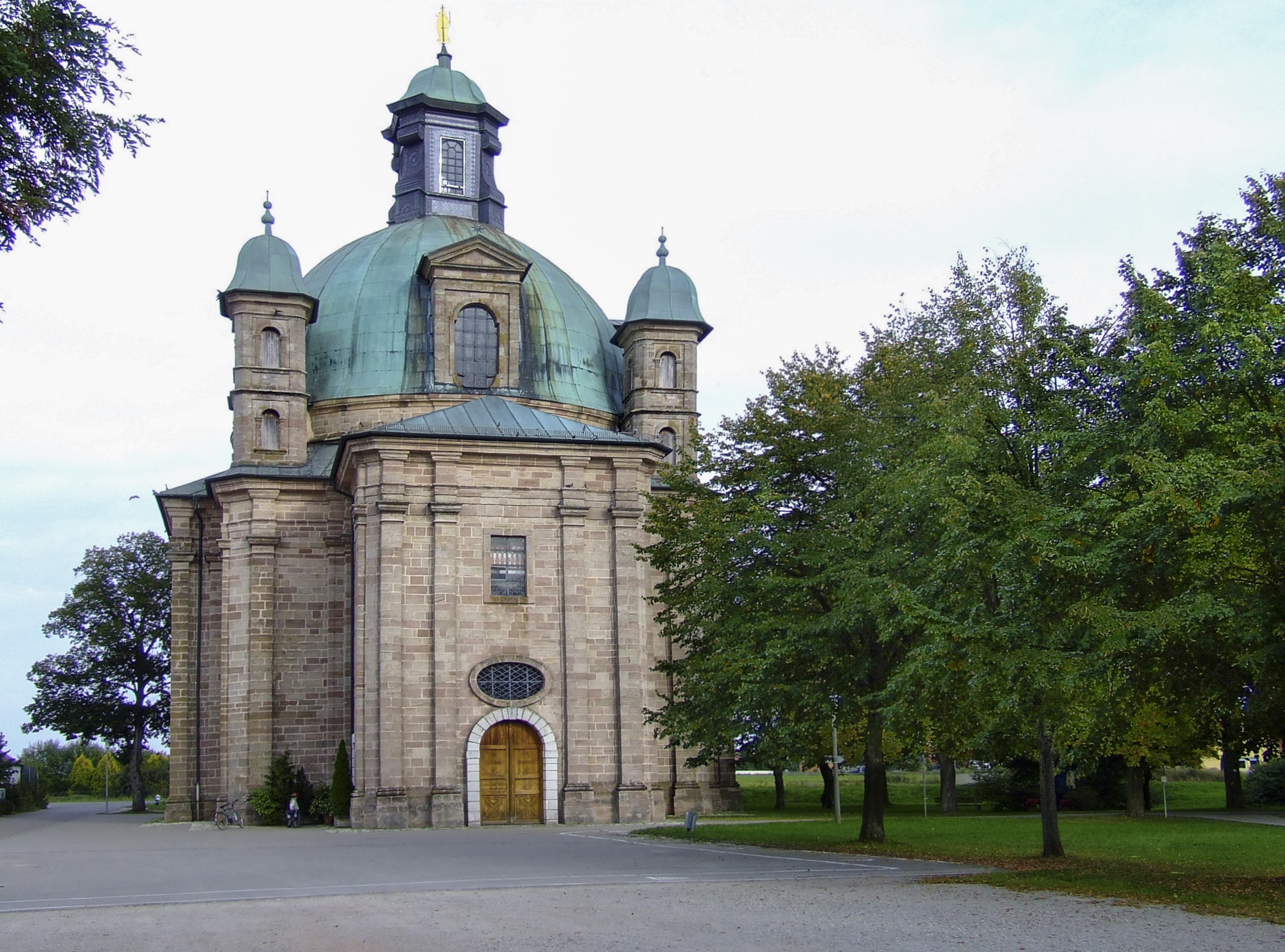
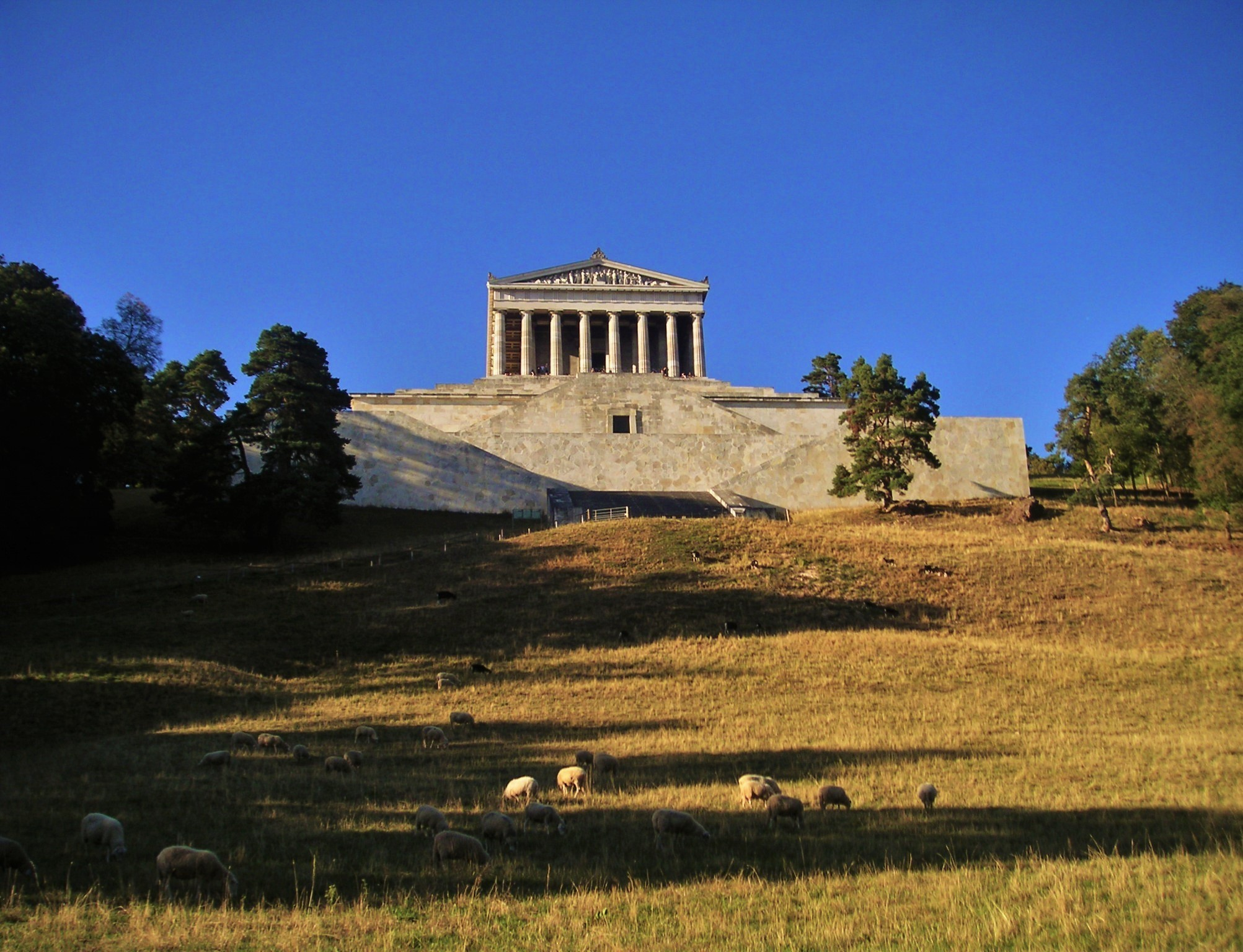
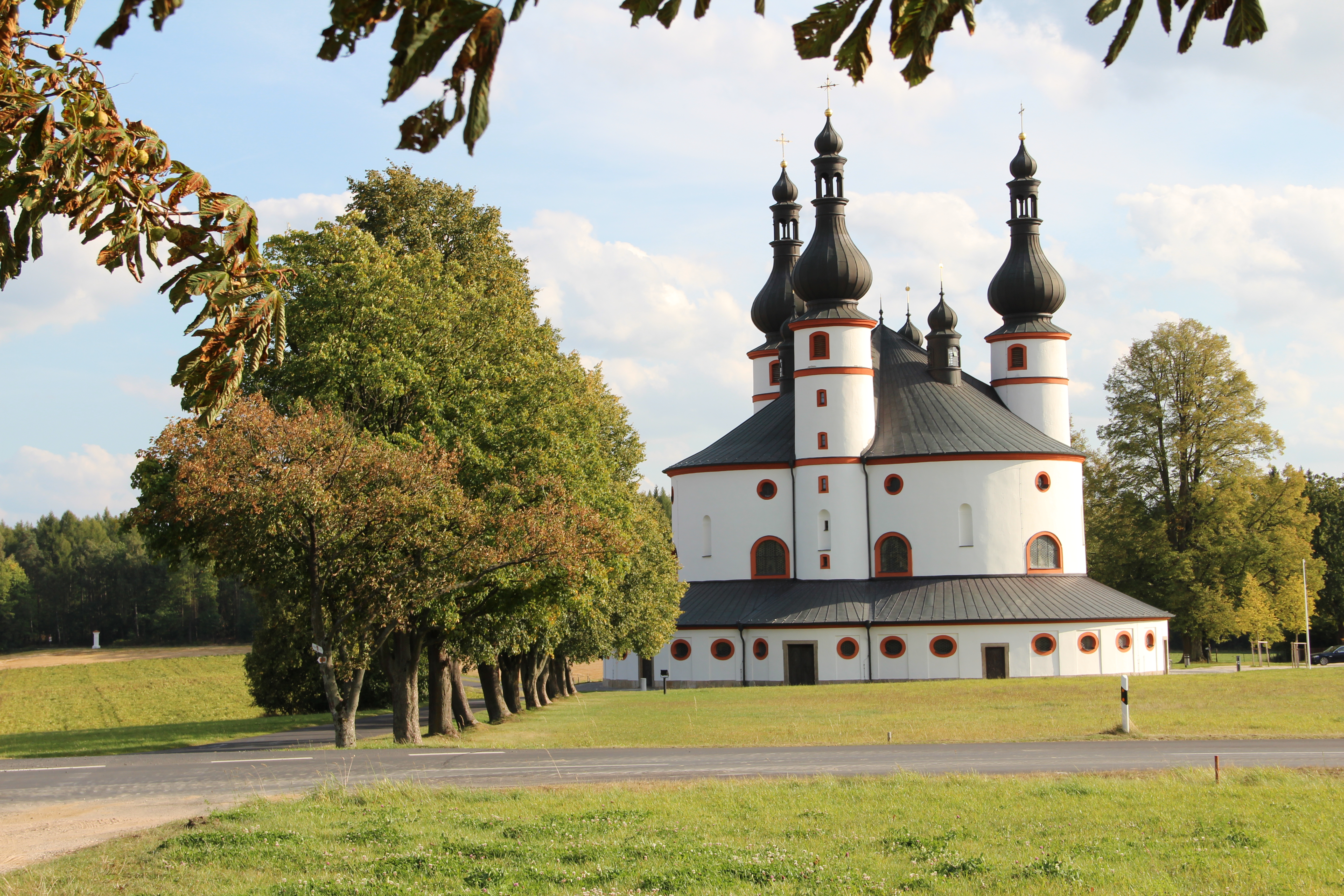